# Silver Cliff (Wisconsin)
Ne doit pas être confondu avec Silver Cliff (Colorado).
Silver Cliff est une ville américaine située dans le comté de Marinette dans le Wisconsin.
La ville est créée en mars 1920 lors d'une scission avec Athelstane (en) ; elle s'appelle alors Rat River (« la rivière du rat »). Trois mois plus tard, les électeurs choisissent de changer le nom de la ville. Ils adoptent Silver Cliff (« falaise d'argent » en français), en référence à un lieu sur la rivière Peshtigo.
Selon le recensement de 2010, Silver Cliff compte 491 habitants. La municipalité s'étend sur 106,96 milles carrés (277,03 km2), dont 105,79 milles carrés (273,99 km2) de terres.